# 张建平 (1953年)
张建平（1953年3月—）河北平山人，中国共产党官员，中国共产党第十七届中央纪律检查委员会委员，第十二届全国政协常委。

## 生平
1972年1月参加工作，1976年5月加入中国共产党。中央党校研究生院经济管理专业毕业，中央党校研究生学历。1972年1月至1975年2月，为中共中央办公厅管理局北戴河管理处工人。1975年2月至1976年7月，在江西进贤中央办公厅“五七”学校劳动。1976年7月至1988年7月，为中直管理局党办、局办干部，研究室副主任。其间，1981年4月至1984年7月在北京市职工业余大学中文专业学习。
1988年7月至1996年8月，任中共中央办公厅调研室政治组、群团组正处级调研员、室机关党委书记。其间，1988年9月至1990年7月在中南海业余大学行政管理专业学习；1993年9月至1996年7月为中国人民大学法学院法学专业研究生；1994年4月至1996年8月在广东省挂职担任中共东莞市委列席常委、副秘书长。
1996年8月至2000年10月，任中直管理局副局长、局机关党委书记。2000年10月至2005年3月，任中直管理局常务副局长（正局长级）、局机关党委书记。其间，1999年9月至2002年6月在中央党校研究生院经济管理专业学习。2005年3月至2007年1月，任中直管理局局长、局机关党委书记。2007年1月至2011年3月，任中共中央办公厅副主任兼中直管理局局长、局机关党委书记。2011年3月至2013年1月，任中共中央办公厅副主任。2013年1月至2017年4月，任中共中央直属机关工委主持常务工作的副书记（正部长级）、中直党校校长，中央党的建设工作领导小组成员。
他是中国共产党第十七届中央纪律检查委员会委员，第十二届全国政协常委。